# Гурвинек
Гурви́нек (чеш. Hurvínek) — чехословацкий кукольный персонаж, появился в 1926 году. Сама кукла создана мастером-резчиком Густавом Носеком, говорила голосом и управлялась артистом Йосефом Скупой.

## История
Кукольный мальчик Гурвинек создан в 1920-х годах чешским мастером Йозефом Скупой. В 1955 году режиссёр Иржи Трнка экранизировал истории о Гурвинеке, который был представлен как десятилетний школьник вместе с его отцом Спейблом и собакой Джерри. В ходе представлений отец выступал в качестве конфераньсе, в то время как Гурвинек дрессировал нарисованных львов и выполнял различные трюки на арене цирка.
В СССР Гурвинек получил известность как один из основных персонажей детского журнала «Весёлые картинки». Здесь он часто встречается в комиксах, где главными героями также являются другие члены «Клуба весёлых человечков» (Карандаш, Самоделкин, Буратино, Чиполлино, Незнайка, Дюймовочка, Петрушка). В фильмах Бориса Дежкина (например, «Ровно в три пятнадцать…») и в комиксах «Весёлых картинок» за Гурвинеком закрепился очаровательного ребёнка с румяными щёками, одетого в штаны на подтяжках и для своего возраста виртуозно владеющего различными музыкальными инструментами.
В 1950-е годы стал популярен в СССР также как герой мультфильмов.

## В массовой культуре
- Гурвинек: Волшебная игра (рабочее название — «Гурвинек и Волше́бный музе́й») — российско-чешско-бельгийско-датский анимационный фильм.
- Спейбл и Гурвинек — дуэт кукол, созданных чехословацким артистом-кукольником Йосефом Скупой.
- Театр Спейбла и Гурвинека (чеш. Divadlo Spejbla a Hurvínka) — кукольный театр в Праге, самый старый профессиональный кукольный театр в Европе и в мире.
- Цирк Гурвинека (чеш. Cirkus Hurvínek) — мультфильм Иржи Трнка 1955 года.